# エネサンス北海道
株式会社エネサンス北海道（エネサンスほっかいどう、英: enessance Hokkaido Co.,Ltd.）は北海道札幌市中央区に本社を置く、プロパンガスを主力とするエネルギー販売会社である。住友商事グループの一員である。

## 沿革
- 1960年（昭和35年）3月1日 - 住友石炭鉱業100%出資子会社として札幌に第一興業株式会社プロパン事業部を設立。
- 1968年（昭和43年）9月 - 第一石油ガス株式会社に社名変更。
- 1971年（昭和46年）8月 - 住友石炭鉱業系列から住友商事系列に移行。
- 1972年（昭和47年）11月 - 住商第一石油ガス株式会社に社名変更。
- 2002年（平成14年）8月1日 - 住商液化ガス株式会社と共同で住商エルピーガスホールディングス株式会社（後のエネサンスホールディングス）を設立。
- 2008年（平成20年）7月 - 昭石ガス株式会社と住商エルピーガスホールディングス株式会社の合併により株式会社エネサンスホールディングスが設立。
- 2009年（平成21年）4月 - 株式会社エネサンス北海道に商号を変更。
- 2012年（平成24年）4月 - 子会社の株式会社エネサンス札幌及び函館ガス株式会社を吸収合併。

## 事業所
- 本社 - 札幌市中央区
- 中央支店 - 江別市
- 道央支店・千歳工場
- 岩見沢支店・工場
- 旭川支店・工場
- 函館支店・工場 - 北斗市
- 帯広営業所・帯広工場 - 河西郡芽室町
- 北見営業所・北見工場
- 稚内営業所・稚内工場
- 室蘭営業所
- 苫小牧営業所
- 釧路営業所 - 白糠郡白糠町
- 紋別営業所

## 関連会社
- 株式会社エネサンス北海道物流
- 株式会社旭川ガスチャージセンター